# Tais-toi, je t'en prie
Tais-toi, je t'en prie (titre original: Will You Please Be Quiet, Please?) est un recueil de vingt-deux nouvelles écrites de 1960 à 1974 par Raymond Carver.
Le livre a été publié pour la première fois en 1976 par McGraw-Hill. Dans la première édition en français en 1987, la nouvelle intitulée Voisins de palier (Neighbors) n'apparaissait pas. Elle a été traduite pour l'édition 2010 aux éditions de l'Olivier par Jean-Pierre Carasso.

## Liste des nouvelles
- Obèse, 1987 ((en) Fat, 1971)
- Voisins de palier, 2010 ((en) Neighbors, 1971)
- En voilà une idée, 1987 ((en) The Idea, 1971)
- Ils t'ont pas épousée, 1987 ((en) They’re Not Your Husband, 1973)
- Vous êtes docteur ?, 1987 ((en) Are You a Doctor, 1973)
- Le Père, 1987 ((en) The Father, 1961)
- Personne disait rien, 1987 ((en) Nobody Said Anything, 1970)
- Soixante arpents, 1987 ((en) Sixty Acres, 1969)
- Pourquoi l'Alaska ?, 1987 ((en) What’s in Alaska?, 1972)
- Cours du soir, 1987 ((en) Night School, 1971)
- L'Aspiration, 1987 ((en) Collectors, 1975)
- Qu'est-ce que vous faites à San Francisco ?, 1987 ((en) What Do You Do in San Francisco?, 1967)
- La Femme de l'étudiant, 1987 ((en) The Student’s Wife, 1964)
- La Peau du personnage, 1987 ((en) Put Yourself in my Shoes, 1972)
- Jerry et Molly et Sam, 1987 ((en) Jerry and Molly and Sam, 1972)
- Pourquoi, mon chéri ?, 1987 ((en) Why, Honey?, 1972)
- Les Canards, 1987 ((en) The Ducks, 1963)
- Et ça, qu'est-ce que tu en dis ?, 1987 ((en) How About This?, 1970)
- Bicyclettes, muscles, cigarettes, 1987 ((en) Bicycles, Muscles, Cigarets, 1973)
- Qu'est-ce que vous voulez ?, 1987 ((en) Are These Actual Miles?, 1972)
- Signes, 1987 ((en) Signals, 1970)
- Tais-toi, je t'en prie, 1987 ((en) Will You Please be Quiet, Please?, 1966)